# Sportcenter
Ein Sportcenter bietet verschiedene Sportarten unter einem Dach an. Meist ist ein Sportcenter als Unternehmen organisiert und bietet seine Leistungen kommerziell an.
Besucher können gegen Entgelt meistens stundenweise Plätze mieten. Oft werden in einem Sportcenter Plätze für Ballsportarten wie Badminton, Squash oder Tennis angeboten. Auch Beachvolleyball- oder Hallenfußballplätze sind neuerdings im Angebot. Oft findet man in einem Sportcenter auch ein Fitnessstudio.
In Deutschland ist es oft üblich, den Namen der Stadt mit dem Begriff Sportcenter oder Sportpark zu kombinieren und so einen prägnanten Namen für ein Unternehmen zu bilden.